# Сигизмунд (герцог Баварии)
Сигизмунд (нем. Siegmund.; 26 июля 1439 — 1 февраля 1501, замок Блютенбург) — герцог Баварии-Мюнхена в 1460—1467 годах, герцог Баварии-Дахау с 1467 года.

## Биография
Сигизмунд родился в 1439 году и был третьим сыном герцога Баварии-Мюнхена Альбрехта III Виттельсбаха и его супруги Анны Брауншвейг-Грубенгагенской. Его старшими братьями были Иоганн, недолгое время занимавший герцогский престол в 1460—1463 годах под именем Иоганн IV и Эрнст, умерший в 1460 году. В 1460 году Сигизмунд становится герцогом Баварии-Мюнхена в соправительстве с Иоганном IV (до его смерти в 1463 году), а в 1465—1467 годах правит уже с младшим братом Альбрехтом IV.
В сентябре 1467 года Сигизмунд отказадся от правления в Баварско-Мюнхенском герцогстве, получив в качестве пожизненного домена специально созданное герцогство Дахау, вернувшееся под управление герцогов Баварии-Мюнхена после его смерти в 1501 году.
Являясь покровителем церквей и монастырей, герцог Сигизмунд причастен и к началу строительства одной из главнейших достопримечательностей Мюнхена-Фрауэнкирхе, или Собора святой Богородицы, первый камень в фундамент которого был заложен герцогом 9 февраля 1468 года. Своей резиденцией Сигизмунд сделал охотничий замок Блютенбург близ Мюнхена, где по его повелению разводили павлинов и других птиц.
Герцог Сигизмунд скончался 1 февраля 1501 года и был погребен во Фрауэнкирхе. Женат не был, оставил четырех внебрачных детей.